# Wernher von Rotberg
Wernher Theodor Adolf Alfred Hall Freiherr von Rotberg (* 29. Mai 1870 in Rastatt; † 10. Mai 1949 in Freiburg im Breisgau) war ein deutscher Jurist und Verwaltungsbeamter.

## Familie
Rotberg stammt aus dem evangelischen Zweig des Geschlechts der Freiherren von Rotberg. Er war der zweite Sohn von Karl Eduard Julius Konstantin von Rotberg zu Rheinweiler (1832–1905) und dessen Ehefrau Eliza Matilda geb. Winsloe (1837–1922).
Er heiratete 1909 in Freiburg Franziska Böcklin von Böcklinsau, mit der er drei Töchter hatte. Aus seiner Zeit im Kolonialdienst in Togo hatte er noch eine von ihm nicht anerkannte, aber finanziell unterstützte Tochter.

## Leben
Rotberg studierte Rechtswissenschaften an der Universität Heidelberg, wo er auch promovierte und legte 1896 die erste und 1900 die zweite juristische Staatsprüfung ab. Von 1900 bis 1902 war er beurlaubt und trat dann im damaligen deutschen Schutzgebiet Togo in den Kolonialdienst. Als Verantwortlicher für diverse zweifelhafte Rechtsakte wurde Rotberg im Verlauf des Skandals in Togo seines Amtes enthoben. Im Juli 1904 trat er wieder in den Dienst der badischen Innenverwaltung.
1905 wurde er Amtmann im badischen Bezirksamt Schopfheim und danach bis 1907 in Mannheim. Am 9. September 1906 wurde er vom Hofjunker zum Kammerjunker befördert. Danach kam er zum Bezirksamt Offenburg, wo er 1909 Oberamtmann wurde. Am 29. Mai 1909 wurde Rotberg zum großherzoglichen Kammerherrn ernannt. Am 26. August 1909 untersagte Rotberg eine Volksversammlung in Weier aufgrund seiner Interpretation des neuen Reichsvereinsgesetzes. Nach Beschwerden hiergegen kam das badische Innenministerium zum Schluss „Das Verbot der Versammlung war daher rechtlich unzulässig, …“.
1910 kam er als zweiter Amtmann zum Bezirksamt Waldshut und 1914 Amtsvorstand beim Bezirksamt Adelsheim. Im Juli 1919 verlangte eine große Bauernversammlung in Osterburken seine Versetzung, da „sich Freiherr von Rotberg für den landwirtschaftlichen Bezirk als unbrauchbar erwiesen habe.“ Im März 1920 übernahm er als Amtsvorstand das Bezirksamt Säckingen, wo er 1923 an der Niederschlagung eines Arbeiteraufstandes beteiligt war. 
1924 erhielt er – wie alle badischen Oberamtmänner – die Amtsbezeichnung Landrat. Im Juni 1934 beantragte er nach Aufforderung durch das Innenministerium die vorzeitige Pensionierung und wurde auf den 1. Juli 1934 pensioniert. Am 16. Juni 1937 beantragte er die Aufnahme in die NSDAP und wurde rückwirkend zum 1. Mai desselben Jahres aufgenommen (Mitgliedsnummer 4.141.217).

### Rotberg und der Skandal in Togo
Im September 1902 trat Rotberg seinen Dienst im damaligen deutschen Schutzgebiet Togo an, wo er als Bezirkshauptmann in Lomé tätig war. In dem ca. 150 Kilometer nördlich von Lomé gelegenen Atakpamé war seit 1900 Geo A. Schmidt Bezirksleiter. Die Steyler Missionare in Atakpamé warfen Schmidt wiederholt die Vergewaltigung einheimischer Mädchen und brutale Prügelstrafen gegen die einheimische Bevölkerung vor, die sich gegen Zwangsarbeit wehrte. Bei der Abwehr der Klagen der Missionare wurde Schmidt vom Bezirksleiter des 160 Kilometer weiter nördlich liegenden Sokodé, Hermann Kersting unterstützt. Dieser war für den Fall rechtlich nicht zuständig und als Freund Schmidts auch befangen. Nun trat Rotberg auf den Plan, der unter dem Vorwand einer botanischen Reise von Lomé nach Atakpamé kam. Er war in Atakpamé zwar auch nicht zuständig aber „im Unterschied zu Kersting Jurist und konnte Rechtsverfahren einleiten …“ „Er nutzte das Recht um Geo Schmidt vor Strafverfolgung zu schützen, …“. Leiter der Steyler Mission in Togo war Hermann Bücking. In Atakpamé wirkte für die Mission eine Gruppe von Patres unter der Leitung von Franz Müller, die Schmidts Verfehlungen akribisch dokumentierte. Schmidt erhob eine Beleidigungsklage gegen Pater Müller, die von Rotberg von einer Privatklage zu einer Offizialklage aufgewertet wurde. 
Der Pater veranlasste ein weiteres Ermittlungsverfahren wegen Sittlichkeitsverbrechen gegen Schmidt, das von Rotberg schon nach zwei Tagen als grundlos einstellte. Im Mai 1903 erstatte Pater Schmitz in Lomé gegen Schmidt eine Anzeige wegen Unzucht, worauf Schmidt den Pater Schmitz wegen Beleidigung und Verleumdung beklagte. 
Nach Pater Müllers Rückkehr aus Lomé am 23. Mai 1903 ließ Rotberg Pater Müller und alle anderen Patres der Missionsstation wegen Verdunkelung- und Fluchtgefahr verhaften. Erst vier Wochen später ließ Rotberg die Missionare nach mehrmaliger Anweisung durch Gouverneur Woldemar Horn frei. Rotberg konfiszierte zudem den gesamten Posteingang der Missionsstation. 
Neben der Kumpanei unter den Kolonialbeamten war für Rotbergs Handlungen seine Einstellung gegen den Ultramontanismus der katholischen Kirche maßgeblich, den er für reichsfeindlich erachtete. Rotberg war jedoch nicht nur persönlich und politisch überzeugter Helfer, sondern verhielt sich in der kurzen Zeit seines Kolonialdienstes ebenso wie Schmidt. Er hatte ein uneheliches Kind von einer Einheimischen und wurde auch wegen Prügelstrafen mit Todesfolge angeklagt – und freigesprochen.
Bücking meldete die Vorgänge an den Gründer der Steyler Missionare Arnold Janssen. Bücking wurde bei der Kolonialabteilung in Berlin vorstellig. Beide hatten vielfältige Beziehungen zu Vertretern der Zentrumspartei. „Manche Reichstagsabgeordnete wie der bekannte Kulturkämpfer Georg Friedrich Dasbach suchten ihrerseits Kontakt zur Mission, um im Interesse des Zentrums Kapital aus der Geschichte zu schlagen.“ „Einerseits wurde der Skandal von Mission und Zentrum inszeniert,…“. Es entwickelte sich in den Medien und der Öffentlichkeit aber auch eine Eigendynamik. In Togo griff Gouverneur Horn schon 1903 ein und entließ Rotberg aus dem Kolonialdienst; Schmidt wurde von der Kolonialabteilung im Frühjahr 1904 nach Kamerun versetzt. Nach langem Gerangel hinter den Kulissen machte der Zentrumsabgeordnete Hermann Roeren in der Kolonialdebatte des Reichstags am 3. Dezember 1906 den Skandal in Togo öffentlich und benannte dabei auch Rotberg. Für Rotberg hatte der Skandal außer der Entlassung aus dem Kolonialdienst keine besonderen Folgen. 
Der Skandal in Togo war neben vielen anderen Vorkommnissen in den deutschen Kolonien ein Grund für den Reichstag den Nachtragshaushalt in Höhe von 29 Millionen Mark für den Krieg in Deutsch-Südwestafrika nicht zu bewilligen, worauf der Reichstag am 13. Dezember 1906 aufgelöst wurde.